# هندسة متكاملة
الهندسة المتكاملة (بالإنجليزية: Integrated engineering)‏ هي عبارة عن برنامج متعدد التخصصات، يعتمد على كل تخصصات الهندسة.

## الهندسة المتكاملة
المتكاملة للهندسة هو برنامج تم إنشاؤه لتلبية الطلب على المهندسين المهرة في مختلف التخصصات، والجمع بين الجوانب من الدراسات الهندسية التقليدية والفنون الليبرالية. ينشأ الطلب من الوضع الحالي للصناعة، حيث تتقدم كل من المنتجات المصنعة والمصانع التي تصنع المنتجات نحو مزيد من التنوع والرقي. أظهرت الدراسات الحديثة قلقًا في كل من كندا والولايات المتحدة من أن خريجي الهندسة لم يكونوا مستعدين جيدًا للعديد من أماكن العمل متعددة التخصصات القائمة على المشاريع. تم تشكيل العديد من اللجان لدراسة هذا ونشرت بعض المواد.

## دراسات
أجرت الأكاديمية الكندية للهندسة دراسة كندية واحدة من استنتاجاتها الرئيسية هي:
ينبغي أن تضمن كليات الهندسة اتساع نطاق التعلم، إلى جانب الجوانب التقنية في تخصص الهندسة المتخصصة، هو أحد المحاور الرئيسية في التعليم الهندسي.
يجب أن يركز المنهج الهندسي على حل المشكلات وتصميم وتطوير مهارات التعلم لدى طلابهم. حيث يكتسب المهندسون المتكاملون خلفية في التخصصات الأساسية مثل:
- المواد
- الميكانيكا الصلبة
- ميكانيكا الموائع
- والأنظمة التي تشتمل على المكونات الكيميائية والميكانيكية والبيولوجية.[3]